# Теттенже

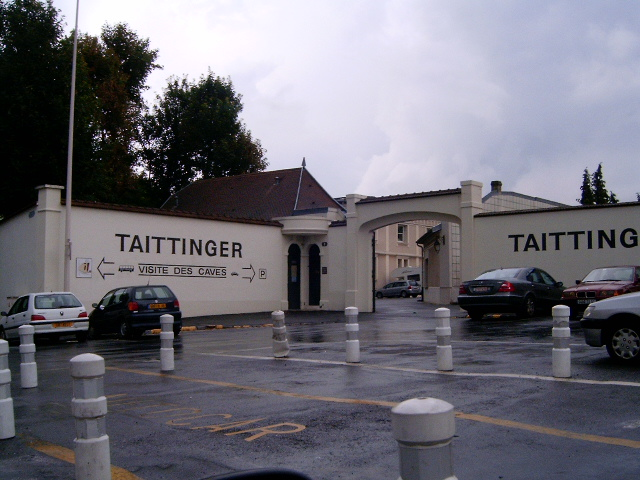
Фірма Теттенже

49°14′39″ пн. ш. 4°02′46″ сх. д. / 49.24429° пн. ш. 4.04618° сх. д.
Taittinger — фірма-виробник шампанського, один з найпрестижніших брендів шампанських вин. Має найбільші в регіоні площі винограду. Колишня назва фірми — Форе-Фурно (фр. Forest-Fourneaux).

## Історія
У 1734 році Жак Фурно засновує торговий дім шампанських вин і співпрацює з бенедиктинськими монастирями, що в той час володіли більшістю найкращих виноградників Шампані. Після першої світової війни осідок фірми знаходився у старовинному замку по вулиці Тамбур, де в XIII столітті зупинявся граф Тібо IV Шампанський. Саме Тібо IV Шампанський з хрестового походу привіз виноград, що сьогодні відомий як сорт шардонне.
Теттенже - родина торговців шампанських вин, яка оселилася неподалік від Парижа, виїхавши в 1870 році з Лотарингії, яка внаслідок Франкфуртського договору за результатами франко-пруської війни стала німецькою.
У 1932 році П'єр Теттенже перекуповує у фірми Форе-Фурно замок Маркетрі, головний осідок фірми. З 1960 по 2005 рік фірмою керував Клод Теттенже. З 2006 року фірмою керує П'єр-Емманюель Теттенже.

## Виробництво
Група Теттенже у 2005 році продала близько 4,6 млн пляшок шампанського, 70 % якого пішло на експорт. Теттенже є головним закупівником винограду «Кот де Блан» (фр. Côte des Blancs). Особливістю шампанських вин Теттенже є використання винограду сорту шардонне, натомість інші виробники надають перевагу сорту піно нуар.

## Найпрестижніші міллезіми
- "Comtes de Champagne", спеціальне біло-біле кюве з винограду шардонне. Міллезіми: 1990, 1995, 1996, 1998, 1999 та 2000 роки.
- "Les Folies de la Marquetterie", виключно з винограду Теттенже. Фахівці відзначають персиковий аромат вина в поєднанні з відтінком аромату абрикосового компоту.
- "Prélude", десертне шампанське.